# Comuna Teteven, Loveci
Teteven (în bulgară Тетевен) este o comună în regiunea Loveci, Bulgaria, formată din orașul Teteven și satele Babinți, Bălgarski Izvor, Cerni Vit, Divciovoto, Galata, Glogovo, Glojene, Goleam Izvor, Gradejnița, Malka Jeleazna, Ribarița și Vasilovo. 

## Demografie
Componența etnică a comunei Teteven
     Nicio identificare (7,82%)
     Romi (3,1%)
     Bulgari (86,95%)
     Turci (0,14%)
     Altele (1,98%)
La recensământul din 2011, populația comunei Teteven era de 21.307 locuitori. Din punct de vedere etnic, majoritatea locuitorilor (86,95%) erau bulgari, cu o minoritate de romi (3,1%). Pentru 7,82% din locuitori nu este cunoscută apartenența etnică.